# Gadi Algazi
 (8 septembre 2013).
Gadi Algazi (né le 2 octobre 1961) est un historien israélien connu pour ses actes pour la paix concernant le conflit israélo-palestinien.

## Biographie
Il a été emprisonné pendant dix mois pour avoir refusé de servir dans les territoires occupés en 1979. Il fut donc le premier de ceux qu'on appelle maintenant les refuzniks. Il fut libéré de prison grâce à une campagne citoyenne en sa faveur.
Docteur de la faculté d'histoire de l'université de Göttingen (Allemagne), il est aujourd'hui professeur d'histoire médiévale à l'Université de Tel-Aviv.

## L'animation du mouvement Taayoush
Gadi Algazi est le cofondateur et l'animateur du mouvement judéo-arabe Taayoush (parfois orthographié Ta'ayush et qui signifie "vivre ensemble" en arabe) créé en 2000. Ce mouvement est un réseau de plusieurs organisations arabes et juives, palestiniennes et israéliennes. Ce mouvement allie actions non-violentes et réflexions afin de lutter contre les escalades de violence en Israël et en Palestine.

## Citations
« Le transfert n'est pas nécessairement un moment dramatique, où les gens sont expulsés et fuient leur ville ou leur village. […] C'est un processus en profondeur, un processus rampant qu'on ne voit pas. […] Sa principale composante est la destruction graduelle des infrastructures de la vie de la population civile palestinienne dans les territoires […] Et ce que les bouclages de l'armée ne réussissent pas à faire, les colons y parviennent : chaque nouvelle implantation ou avant-poste exige […] l'expulsion des Palestiniens des zones environnantes et la transformation de terres agricoles en terres de mort. »
Gadi Algazy et Azmi Bdeir, deux dirigeants de Taayoush.